# Хаса
Хаса (ісп. Jasa, араг. Chasa) — муніципалітет в Іспанії, у складі автономної спільноти Арагон, у провінції Уеска. Населення — 125 осіб (2009).
Муніципалітет розташований на відстані близько 360 км на північний схід від Мадрида, 65 км на північ від Уески.

## Демографія
Динаміка населення (INE ):

## Галерея зображень

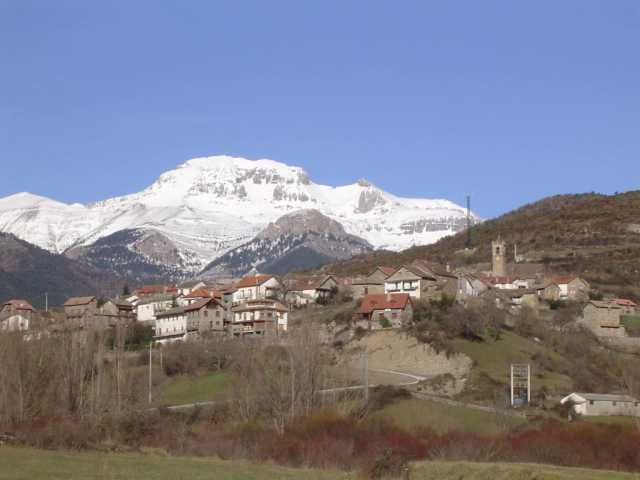
Хаса